# Kell Ståhl
Kell Ståhl, egentligen Kjell Roland Ståhl, född 8 juli 1934 i Bollnäs, död 24 september 2003 i Vallentuna, var en svensk redaktör.
Ståhl var redaktör för krigsserietidningen Topp 1967–1969 samt redaktionssekreterare för HJäLP!. Han tog över redaktörskapet för Svenska Mad 1975 efter Lasse O'Månsson, strax innan Semic Press köpte upp Williams Förlag.
Han gifte sig den 21 april 1962.